# Centre de patinage artistique Iceberg
Cet article concerne la patinoire à Sotchi. Pour la patinoire de Strasbourg, voir Patinoire Iceberg.
Le centre de patinage artistique Iceberg (en russe : Дворец зимнего спорта Айсберг / Palais de sport d'hiver Iceberg) est un équipement sportif de Sotchi, en Russie.
Le centre a été construit entre 2009 et 2012 pour accueillir les épreuves de patinage artistique et de patinage de vitesse sur piste courte des Jeux olympiques d'hiver de 2014.
- Capacité: 12 000 places;
- Surface intérieure: 20 670 m²;
- Surface totale: 67 830 m².

## Évènements
- Finale du Grand Prix ISU de patinage artistique 2012-2013
- Coupe de Russie de patinage artistique 2021